# Wilhelm Friedrich Loeper
Wilhelm Friedrich Loeper, född 13 oktober 1883 i Schwerin, död 23 oktober 1935 i Dessau, var en tysk nazistisk politiker och SS-Gruppenführer. Han var Gauleiter i Gau Magdeburg-Anhalt från 1927 till sin död. Han efterträddes av Joachim Albrecht Eggeling.